# Yinshania furcatopilosa
Yinshania furcatopilosa là một loài thực vật có hoa trong họ Cải. Loài này được (K.C. Kuan) Y.H. Zhang miêu tả khoa học đầu tiên năm 1987.